# Symposium on Foundations of Computer Science
La conférence Annual IEEE Symposium on Foundations of Computer Science  (abrégé en FOCS) est une conférence scientifique dans le domaine de l’informatique théorique. FOCS  est organisée  par la IEEE Computer Society. 
Déjà en 1996, Faith Ellen Fich
note que la conférence FOCS et sa contrepartie, la conférence Symposium on Theory of Computing (STOC) de l'ACM sont considérées comme les deux conférences les plus importantes en informatique théorique. En 2014, le classement de Microsoft confirme cette prédominance.

## Prix
Le  prix Donald E. Knuth pour des contributions exceptionnelles à l'informatique théorique est remis en alternance à  STOC et à FOCS. Le FOCS décerne également un prix aux auteurs du meilleur article présenté par des étudiants ; il porte le nom de Machtey Award (en).

## Histoire
Entre 1960 et 1965, FOCS avait pour nom Symposium on Switching Circuit Theory and Logical Design, et de 1966 à 1974, le colloque s'appelait Symposium on Switching and Automata Theory. Le nom actuel est inchangé depuis  1975. Depuis 1973, les actes du colloque ont pour couverture un graphique appelé synapse, de Alvy Ray Smith, qui a également été auteur de trois article de la conférence. La DBLP liste les conférences et les contributions depuis le premier colloque, en 1960.